# Army Futures Command

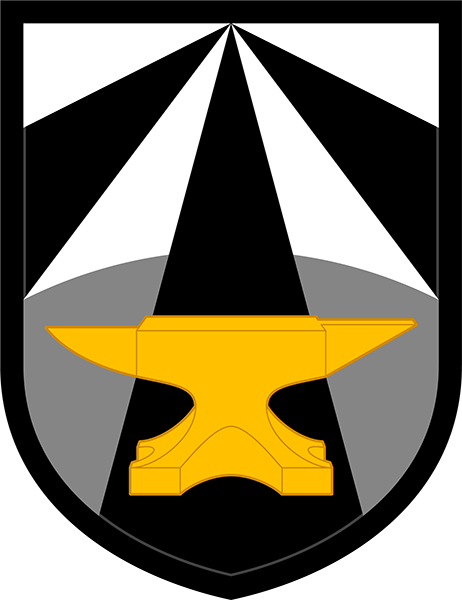
Логотип AFC

Army Futures Command (AFC) — командування сухопутних військ США, що спрямоване на технологічне забезпечення модернізації цього виду військ.
Його штаб-квартира розташована в Остіні (штат Техас), на базі кампусу Університету штату Техас.
Це зроблено для сприяння встановленню тісних зв'язків з академічною наукою, промисловістю та інноваційним приватним сектором.
Повних операційних спроможностей командування має набути до вересня 2019 р.
Командувач AFC (генерал-лейтенант Джон М. Мюррей) підпорядковується безпосередньо секретарю та начальнику штабу сухопутних військ.

## Структура

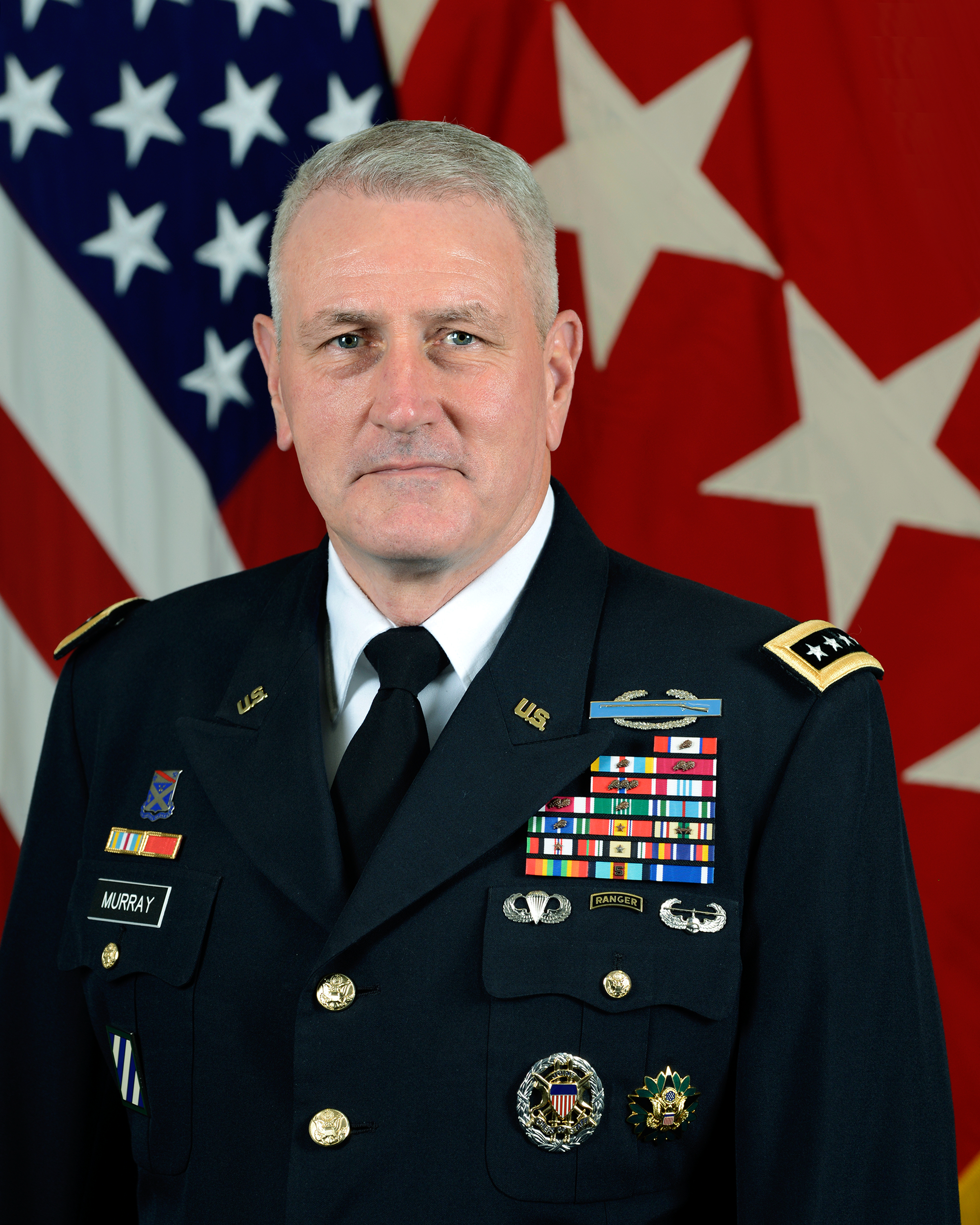
Командувач Army Futures Command генерал-лейтенант Джон М. Мюррей

В рамках AFC функціонують 8 багатофункціональних команд (Cross-Functional Teams, CFT), що займаються розробкою вимог, отриманих шляхом експериментів та технічних демонстрацій, для пріоритетних напрямів розвитку спроможностей:
- високоточне вогневе ураження на великій відстані;
- бойові машини наступного покоління (NGCV)[2][3];
- майбутні вертольоти;
- мережеве управління, командування, зв'язок і розвідка;
- гарантоване позиціювання, навігація та часова синхронізація;
- протиповітряна і протиракетна оборона;
- підвищені летальні спроможності солдат;
- синтетичне навчальне середовище.

Крім того, до складу AFC увійшли трансформовані сруктурні елементи TRADOC (United States Army Training and Doctrine Command):
- Army Capabilities Integration Center,
- TRADOC Analysis Center,
- директорати з розробки і інтеграції спроможностей (Capability Development & Integration Directorates, CDID) та асоційовані з ними польові лабораторії відповідних центрів передового досвіду (CoE) (менеджери спроможностей (TRADOC capability managers, TCM) лишаються у складі TRADOC).

Також до AFC передані від Army Materiel Command (AMC) структури Army Material Systems Analysis Activity та Research, Development, & Engineering Command (RDECOM), що реорганізовано в CCDC (англ. United States Army Combat Capabilities Development Command) — Командування сухопутних військ США з розвитку бойових спроможностей.
Зазначені структурні елементи після вилучення зі складу TRADOC та AMC зосередяться на трьох ключових завданнях:
- Futures & Concepts — ідентифікація та пріоритезація спроможностей, які необхідні, та відповідних можливостей з урахуванням загроз;
- Combat Development — концептуалізація і розробка рішень для ідентифікованих потреб і можливостей, пошук балансу між поточним станом технологій і вимогами до фінансування підрядників;
- Combat Systems — удосконалення, розробка і виготовлення на основі сучасних технічних рішень технічних демонстраторів, прототипів, проведення експериментів, забезпечення переходу до програм AMC з постачання та виробництва.